# Franck Ramel
Pour les articles homonymes, voir Ramel.
Franck Ramel (né le 5 octobre 1969 à Saint-Étienne) est un coureur cycliste français. Il est professionnel en 1998 dans l'équipe Home Market-Ville de Charleroi,.

## Biographie
En 1994, Franck Ramel termine troisième du Circuit de Saône-et-Loire, tout en ayant remporté une étape. Il porte alors les couleurs du Vélo Club Lyon Vaulx en Velin. L'année suivante, il gagne la première étape du Tour du Pays Roannais, sous les couleurs du VC Lyon-Vaulx-en-Velin. Il prend ensuite une licence à l'ASPTT Paris en 1996
Il rejoint l'EC Saint-Étienne Loire en 1997. À vingt-huit ans, il réalise sa meilleure saison en remportant le Grand Prix de Vougy et une étape des Trois Jours de Cherbourg. Il triomphe également sur une étape du Tour Nivernais Morvan, qu'il termine à la deuxième place du classement général. Début septembre, il intègre l'équipe Casino en tant que stagiaire. 
Il passe finalement professionnel en 1998 au sein de la formation belge Home Market-Ville de Charleroi. 

## Palmarès
- 1990
  - 3e du Circuit de la Vallée du Bédat
- 1994
  - 3e étape du Circuit de Saône-et-Loire
  - 2e du Tour du Charolais
  - 2e du Grand Prix de l'Équipe et du CV 19e
  - 3e du Circuit de Saône-et-Loire
- 1995
  - 1re étape du Tour du Pays Roannais
- 1996
  - 3e de la Poly Sénonaise
  - 3e du Grand Prix de Cours-la-Ville
- 1997
  - Grand Prix de Vougy
  - 4e étape du Tour Nivernais Morvan
  - Prix de Sail-sous-Couzan
  - 2e étape des Trois Jours de Cherbourg
  - 2e du Tour Nivernais Morvan
  - 2e de Paris-Auxerre
  - 2e du Grand Prix de Saint-Symphorien-sur-Coise
  - 3e des Trois Jours de Cherbourg